# دارولد تريفيرت
كان دارولد أ. تريفيرت (12 مارس 1933-14 ديسمبر 2020) طبيبًا نفسيًا ومديرًا للأبحاث متخصصًا في وبائيات اضطرابات طيف التوحد ومتلازمة سافانت. عاش في فوند دولاك، ويسكونسن. وكان أحد أعضاء فريق العمل في أغنيسيان هيلث كير، وخدم في مجلس أمناء جامعة ماريان. كان تريفيرت أستاذًا إكلينيكيًا في كلية الطب بجامعة ويسكونسن. وكان أيضًا أستاذًا إكلينيكيًا في جامعة ويسكونسن - ميلووكي.

## تعليمه
التحق تريفرت أولاً بكلية بيثاني اللوثرية حيث ركز على الدورات التمهيدية للطب وحصل على شهادة جامعية في الفنون في عام 1953. حصل على الدكتوراه في الطب عام 1958 من كلية الطب بجامعة ويسكونسن. تدرب في يوجين، أوريغون، ثم أكمل الإقامة في الطب النفسي في مستشفيات الجامعة (الآن مستشفى وعيادات جامعة ويسكونسن) في ماديسون، ويسكونسن.

## حياته المهنية
في عام 1976، شغل مناصب في الممارسة الخاصة للطب النفسي، وكان المدير التنفيذي لمركز الرعاية الصحية في مقاطعة فوند دو لاك والمدير الطبي لوحدة إعادة التأهيل من إدمان الكحول في مستشفى سانت أغنيس في فوند دو لاك. ومن عامي 1979 إلى 1980، كان تريفيرت رئيسًا للجمعية الطبية الحكومية في ويسكونسن، ومن 1981 إلى 1987 كان رئيسًا لمجلس إدارتها. كما كان رئيسًا لجمعية ويسكونسن للطب النفسي والجمعية الأمريكية لمسؤولي الطب النفسي. وفي عام 1995، تم تعيينه في مجلس الفحص الطبي في ولاية ويسكونسن، وفي يناير 2002 ، تم انتخابه رئيسًا له.
حافظ تريفيرت على موقع على شبكة الإنترنت عن مرض التوحد ومتلازمة سافانت والحالات ذات الصلة التي استضافتها جمعية ويسكونسن الطبية. شغل منصب مدير الأبحاث في مركز تريفيرت، أغنيسيان هيلث كير في فوند دو لاك، ويسكونسن. 

## الإشادة
حصل على جوائز من جمعية الصحة العقلية في ولاية ويسكونسن، ومكتب إدمان الكحول وتعاطي المخدرات في ولاية ويسكونسن، وجمعية ويسكونسن للزواج والعلاج الأسري.

## الظهور الإعلامي
ظهر ترفيرت في برنامج 60 دقيقة، وCBS Evening News، وThe Phil Donahue Show ، وقناة ديسكفري ، ولاري كينغ لايف، و Newshour ، و برنامج أوبرا وينفري ، و قناة اليوم Today، وفي عدد من الأفلام الوثائقية.

## المنشورات
كتب تريفرت مقالات في مجلتي العلوم الأمريكية وMIND .  من كتبه:
- الأشخاص غير العاديين: فهم متلازمة سافانت، iUniverse.com ، 2000.(ردمك 0-595-09239-X)
- جزر العبقرية: العقل الخصب للتوحد، العبقرية المكتسبة والمفاجئة. جيسيكا كينجسلي للنشر ، 2010.(ردمك 978-1-84905-810-0)رقم ISBN 978-1-84905-810-0. صدر الكتاب باللغة العربية بترجمة بندر الحربي عام 2012.[7]

## أنظر أيضا
- نواحي اجتماعية وثقافية للتوحد